# Crítica de la filosofía kantiana
"Crítica de la filosofía kantiana" (Kritik der Kantischen Philosophie) es una crítica de Arthur Schopenhauer adjunta al primer volumen de El mundo como voluntad y representación (1818). Quería mostrar los errores de Immanuel Kant para que se apreciaran los méritos de Kant y se promovieran sus logros.
En el momento en que escribió su crítica, Schopenhauer sólo conocía la segunda edición (1787) de la Crítica de la razón pura de Kant. Cuando más tarde leyó la primera edición (1781), dijo que muchas de las contradicciones de Kant no eran evidentes.

## Méritos de Kant
Según el ensayo de Schopenhauer, los tres principales méritos de Kant son los siguientes:
1. La distinción del fenómeno de la cosa en sí (Ding an sich)
  - El intelecto media entre las cosas y el conocimiento
  - Las cualidades primarias de Locke resultan de la actividad de la mente, así como sus cualidades secundarias resultan de la receptividad en cualquiera de los cinco sentidos
  - El conocimiento a priori está separado del conocimiento a posteriori
  - El ideal y lo real son diferentes entre sí
  - La filosofía trascendental va más allá del dogma de las "verdades eternas", como el principio de contradicción y el principio de razón suficiente. Muestra que esas "verdades" se basan en formas necesarias de pensamiento que existen en la mente.
2. La explicación de en qué se diferencia el significado moral de la conducta humana de las leyes que se ocupan de los fenómenos
  - El significado está directamente relacionado con la cosa en sí, la naturaleza más interna del mundo.
3. Filosofía de la religión: La escolástica es completamente derrocada por la demostración de la imposibilidad de pruebas para la teología especulativa y también para la psicología racional, o estudio razonado del alma.

Schopenhauer también dijo que la discusión de Kant, en las páginas A534 a A550, del contraste entre caracteres empíricos e inteligibles es una de las ideas más profundas de Kant. Schopenhauer afirmó que se encuentra entre las cosas más admirables jamás dichas por un humano.
- El carácter empírico de un fenómeno está completamente determinado.
- El carácter inteligible de un fenómeno es gratuito. Es la cosa en sí la que se experimenta como fenómeno.

## Las fallas de Kant

### Error fundamental

#### Percepciones y conceptos
Kant quería hacer de la tabla de juicios la clave de todo conocimiento. Al hacerlo, se preocupó por hacer un sistema y no pensó en definir términos como percepción y concepción, así como razón, comprensión, sujeto, objeto y otros.
Error fundamental: Kant no distinguió entre el conocimiento concreto, intuitivo, perceptual de los objetos y el abstracto, discursivo, conceptual, conocimiento de pensamientos.
- Kant comenzó su investigación sobre el conocimiento de los objetos percibidos considerando el conocimiento indirecto y reflexivo de los conceptos en lugar del conocimiento directo e intuitivo de las percepciones.
- Para Kant, no hay absolutamente ningún conocimiento de un objeto a menos que haya un pensamiento que emplee conceptos abstractos. Para él, la percepción no es conocimiento porque no es pensamiento. En general, Kant afirmó que la percepción es mera sensación.
  - De acuerdo con la afirmación de Kant, los animales no humanos no podrían conocer objetos. Los animales solo conocerían las impresiones en sus órganos de los sentidos, que Kant llamó erróneamente percepción. Kant había afirmado erróneamente que los órganos de los sentidos daban a la mente objetos percibidos completos, no meras sensaciones. La percepción, sin embargo, según Schopenhauer, es intelectual y es un producto del Entendimiento. La percepción de un objeto no es el resultado de los meros datos de los sentidos. Requiere la comprensión. Por lo tanto, si los animales no tienen Comprensión, de acuerdo con Kant, entonces solo tienen Sensación, que, según Schopenhauer, proporciona solo datos sensoriales brutos, no objetos percibidos.
- Schopenhauer consideró las siguientes oraciones en la página A253 de la  Crítica de la razón pura  para resumir todos los errores de Kant:
  -  Si todo pensamiento (por medio de categorías) se quita del conocimiento empírico, no queda conocimiento de ningún objeto, porque nada puede ser pensado por mera intuición o percepción. El simple hecho de que haya dentro de mí una afección de mi sensibilidad, no establece de ninguna manera ninguna relación de tal representación con ningún objeto .
  - En la página A253, Kant afirma que no quedaría conocimiento de ningún objeto si todo pensamiento por medio de categorías fuera eliminado del conocimiento empírico.
    - Schopenhauer afirmó que la percepción se produce sin pensamiento conceptual.

  - En la página A253, Kant afirmó que un concepto sin intuición no está vacío. Todavía tiene forma de pensamiento.
    - Schopenhauer afirmó que las representaciones percibidas son el contenido de un concepto. Sin ellos, el concepto está vacío.

### Errores secundarios

#### Analítica trascendental
- Kant afirmó que la metafísica es conocimiento "a priori", o antes de la experiencia. Como resultado, concluyó que la fuente de la metafísica no puede ser la experiencia interna o externa.
  - Schopenhauer afirmó que la metafísica debe comprender la experiencia interna y externa para conocer el mundo y no las formas vacías. Kant no probó que el material para conocer el mundo esté fuera de la experiencia del mundo y meramente en las formas del conocimiento.
- Kant tomó la palabra del  griego  noumena, que significa "lo que se piensa", y la usó para significar "cosas en sí mismas". (Ver Sexto Empírico, Esquemas del pirronismo, Libro I, Capítulo 13: "Anaxágoras opuso lo que se piensa (noumena) a lo que aparece o se percibe (fenómenos)").
- Kant trató de crear una lógica demasiada simétrica sin reflexionar sobre su contenido.
  - No explicó claramente el significado y las relaciones entre los objetos representados, que representan  sujetos, existencia, verdad, ilusión, error, sensaciones, juicio, palabras, concepto, percepción, comprensión y razón.

##### Conceptos
- - Kant no explicó claramente los conceptos en general:
    - Conceptos del entendimiento (conceptos y categorías comunes).
    - Conceptos de Razón (Ideas de Dios,  Libertad e Inmortalidad).

  - Dividió la razón en teórica y práctica, haciendo de la razón práctica la fuente de la conducta virtuosa.

##### Idealismo
- Kant modificó su primera edición para:
  - suprimir la  idealista afirmación de que los objetos están condicionados por el sujeto cognoscente;

##### Objeto en sí y cosa en sí
Según Schopenhauer, existe una diferencia entre un objeto en sí y una cosa en sí. No hay un objeto en sí mismo. Un objeto es siempre un objeto para un sujeto. Por otro lado, una cosa en sí, para Kant, es completamente desconocida. No se puede hablar de ella en absoluto sin emplear categorías (conceptos puros del entendimiento). Una cosa en sí es aquello que se le aparece a un observador cuando el observador experimenta una representación.
- Kant modificó su primera edición para:
  - afirman que la cosa externa en sí misma causa sensaciones en los órganos de los sentidos del sujeto que conoce.
- Kant trató de explicar cómo:
  - un objeto percibido, no una mera sensación en bruto, es dado a la mente por la sensibilidad (sensación, espacio y tiempo), y
  - cómo el entendimiento humano produce un objeto experimentado al pensar en doce categorías.
- Kant no explica cómo algo externo causa sensación en un órgano sensorial.
- No explicó si el objeto de experiencia (el objeto de conocimiento que es el resultado de la aplicación de las categorías) es una representación perceptiva o un concepto abstracto. Mezcló lo perceptible y lo abstracto de modo que resultó un híbrido absurdo de los dos.
  - Existe una contradicción entre el objeto experimentado por los sentidos y el objeto experimentado por el entendimiento.
    - Kant afirma que la representación de un objeto ocurre tanto
      - a través de la recepción de uno o más de los cinco sentidos, y
      - a través de la actividad de las doce categorías del entendimiento.

    - La sensación y la comprensión son habilidades separadas y distintas. Sin embargo, para Kant, un objeto se conoce a través de cada uno de ellos.
    - Esta contradicción es la fuente de la oscuridad de la Lógica Trascendental.

  - La triple distinción incorrecta de Kant:
    - Representación (dada a uno o más de los 5 sentidos y a las sensibilidades del espacio y el tiempo)
    - Objeto que está representado (pensado a través de las 12 categorías)
    - Cosa en sí (no se puede saber).

  - Schopenhauer afirmó que el objeto representado de Kant es falso. La verdadera distinción es sólo entre la "representación" y la "cosa en sí".
  - Para Schopenhauer, la ley de causalidad, que se refiere sólo a la representación y no a la cosa en sí, es la forma real y única del entendimiento. Por lo tanto, las otras 11 categorías son innecesarias porque no hay un objeto representado para pensar a través de ellas.
  - Kant a veces hablaba de la cosa en sí como si fuera un objeto que provocaba cambios en los sentidos de un sujeto. Schopenhauer afirmó que la cosa en sí era totalmente diferente de los fenómenos y, por lo tanto, nada tenía que ver con la causalidad o ser un objeto para un sujeto.
- Excesiva afición por la simetría:
  - Origen de la lógica trascendental de Kant:
    - Como las intuiciones puras (en la Estética Trascendental) eran la base de las intuiciones empíricas,
    - Los conceptos puros (en la Lógica Trascendental) se convirtieron en la base de los conceptos empíricos.
    - Como la Estética Trascendental era la base "a priori" de las matemáticas,
    - La Lógica Trascendental se convirtió en la base "a priori" de la lógica.
- Después de descubrir que la percepción empírica se basa en dos formas de percepción "a priori" (espacio y tiempo), Kant intentó demostrar que el conocimiento empírico se basa en un conocimiento (categorías) análogo "a priori".

##### Esquemas
- Fue demasiado lejos cuando afirmó que los esquemas de los conceptos puros del entendimiento (las categorías) son análogos a un  esquema de conceptos adquiridos empíricamente.
  - Un esquema de percepción empírica es una percepción esquemática e imaginaria. Así, un esquema es la mera forma o contorno imaginado, por así decirlo, de una percepción real. Se relaciona con un concepto abstracto empírico para mostrar que el concepto no es un mero juego de palabras, sino que de hecho se ha basado en percepciones reales. Estas percepciones son el contenido material real del concepto abstracto empírico.
  - Se supone que un esquema de conceptos puros es una percepción pura. Se supone que hay un esquema para cada uno de los conceptos puros (categorías). Kant pasó por alto el hecho de que estos conceptos puros, al ser puros, no tienen contenido perceptual. Obtienen este contenido de la percepción empírica. Los esquemas de Kant de conceptos puros son completamente indemostrables y son una suposición simplemente arbitraria.
  - Esto demuestra la intencionada intención de Kant de encontrar una base analógica pura "a priori" para toda actividad mental empírica "a posteriori".

##### Juicios / categorías
- Derivado todo el conocimiento filosófico de la tabla de juicios.
- Hizo de la tabla de categorías la base de toda afirmación sobre lo físico y lo metafísico.
  - Conceptos puros derivados del entendimiento (categorías) de la razón. Pero se suponía que la Analítica Trascendental solo hacía referencia a la sensibilidad de los órganos de los sentidos y también a la forma en que la mente comprende los objetos. Se suponía que no debía preocuparse por la razón.
    - Las categorías de cantidad se basaron en juicios de cantidad. Pero estos juicios se relacionan con la razón, no con la comprensión. Implican la inclusión o exclusión lógica de conceptos entre sí, de la siguiente manera:
      - Juicio universal: todos los A son x; Juicio particular: algunos A son x; Juicio singular: este A es x.
      - Nota: La palabra "cantidad" fue mal elegida para designar relaciones mutuas entre conceptos abstractos.

    - Las categorías de calidad se basaron en juicios de calidad. Pero estos juicios también están relacionados solo con la razón, no con el entendimiento. La afirmación y la negación son relaciones entre conceptos en un juicio verbal. No tienen nada que ver con la realidad perceptiva para el entendimiento. Kant también incluyó juicios infinitos, pero solo por el bien de la simetría arquitectónica. No tienen ningún significado en el contexto de Kant.
      - Se eligió el término "calidad" porque generalmente se ha opuesto a "cantidad". Pero aquí solo significa afirmación y negación en un juicio.

  - La relación categórica (A es x) es simplemente la conexión general de un concepto de sujeto con un concepto de predicado en un enunciado. Incluye las sub-relaciones hipotéticas y disyuntivas. También incluye los juicios de calidad (afirmación, negación) y los juicios de cantidad (relaciones inclusivas entre conceptos). Kant hizo categorías separadas de estas sub-relaciones. Utilizó el conocimiento abstracto indirecto para analizar el conocimiento perceptivo directo.
    - Nuestro conocimiento cierto de la persistencia física de la sustancia, o la conservación de la materia, se deriva, por Kant, de la categoría de subsistencia e inherencia. Pero esto se basa simplemente en la conexión de un sujeto lingüístico con su predicado.

  - Con juicios de relación, el juicio hipotético (si A, entonces B) no corresponde solo a la ley de causalidad. Este juicio también está asociado con otras tres raíces del principio de razón suficiente. El razonamiento abstracto no revela la distinción entre estos cuatro tipos de fundamentos. Se requiere conocimiento de la percepción.
    - razón de saber (inferencia lógica);*** razón de actuar (ley de motivación);
    - razón de ser (relaciones espaciales y temporales, incluidas las secuencias aritméticas de números y las posiciones geométricas de puntos, líneas y superficies).

  - Los juicios disyuntivos se derivan de la ley lógica del pensamiento del medio excluido (A es A o no A). Esto se relaciona con la razón, no con el entendimiento. A los efectos de la simetría, Kant afirmó que el análogo físico de esta ley lógica era la categoría de comunidad o efecto recíproco. Sin embargo, es todo lo contrario, ya que la ley lógica se refiere a predicados mutuamente excluyentes, no inclusivos.
    - Schopenhauer afirmó que no hay efecto recíproco. Es sólo un sinónimo superfluo de causalidad. Para la simetría arquitectónica, Kant creó una función "a priori" separada en la comprensión del efecto recíproco. En realidad, solo hay una sucesión alterna de estados, una cadena de causas y efectos.

  - Las categorías modales de posible, real y necesario no son formas cognitivas originales especiales. Se derivan del principio de razón suficiente (fundamento).
    - La posibilidad es una abstracción mental general. Se refiere a conceptos abstractos, que se relacionan únicamente con la capacidad de razonar o inferir lógicamente.
    - No hay diferencia entre actualidad (existencia) y necesidad.
    - La necesidad es una consecuencia de un fundamento dado (razón).[2]

#### Dialéctica trascendental

##### Razón
Kant definió la razón como la facultad o poder de los principios. Afirmó que los principios nos proporcionan un conocimiento sintético a partir de meros conceptos (A 301; B 358). Sin embargo, el conocimiento a partir de meros conceptos, sin percepción, es analítico, no sintético. El conocimiento sintético requiere la combinación de dos conceptos, más una tercera cosa. Esta tercera cosa es pura intuición o percepción, si es "a priori", y percepción empírica, si es "a posteriori".
- Según el principio de razón de Kant, todo lo que está condicionado forma parte de una serie total de condiciones. La naturaleza esencial de la razón intenta encontrar algo incondicionado que funcione como comienzo de la serie.
  - Pero Schopenhauer afirmó que la demanda es solo por una razón o fundamento "suficiente". Se extiende meramente a la integridad de las determinaciones de la causa más cercana o próxima, no a una primera causa absoluta.
- Kant afirmó que la razón de todos los lleva a asumir tres absolutos incondicionados. Estos son Dios, el alma y el mundo total. Kant deriva simétricamente los absolutos incondicionados de tres tipos de silogismo como resultado de tres categorías de relación.
  - Schopenhauer afirmó que el alma y el mundo total no son incondicionados porque los creyentes suponen que están condicionados por Dios.
  - Schopenhauer también afirmó que la razón de todos no conduce a estos tres absolutos incondicionados. Los budistas no son teístas. Solo el judaísmo y sus derivados, el cristianismo y el islam, son monoteístas. Se necesitaría una investigación histórica exhaustiva y extensa para validar la afirmación de Kant sobre la universalidad de los tres absolutos incondicionados de la razón.

##### Ideas de razón
Kant llamó a Dios, alma y mundo total (cosmos) Ideas de la Razón. Al hacerlo, se apropió de la palabra "Idea" de Platón y cambió ambiguamente su significado establecido. Las Ideas de Platón son modelos o estándares a partir de los cuales se generan copias. Las copias son objetos visibles de percepción. Las ideas de la razón de Kant no son accesibles al conocimiento de la percepción. Son apenas comprensibles a través del conocimiento abstracto de conceptos.
La afición por la simetría llevó a Kant a derivar, según fuera necesario, el concepto de alma de los paralogismos de la psicología racional. Lo hizo aplicando la demanda de lo incondicional al concepto de sustancia, que es la primera categoría de relación.
- Kant afirmó que el concepto de alma surgió del concepto de sujeto final e incondicionado de todos los predicados de una cosa. Esto fue tomado de la forma lógica del silogismo categórico.
  - Schopenhauer afirmó que los sujetos y los predicados son lógicos. Solo se preocupan por la relación de conceptos abstractos en un juicio. No se preocupan por una sustancia, como un alma, que no contiene una base material.
- Kant dijo que la Idea del mundo total, cosmos o universo se origina en el silogismo hipotético (si A es x, entonces B es y; A es x; por lo tanto, B es y).
  - Schopenhauer dijo que las tres Ideas (Dios, alma y universo) podrían derivarse del silogismo hipotético. Esto se debe a que todas estas Ideas se refieren a la dependencia de un objeto de otro. Cuando no se pueden imaginar más dependencias, entonces se ha alcanzado lo incondicionado.
- Relacionar las ideas cosmológicas con la tabla de categorías
  - Kant afirmó que las Ideas cosmológicas, con respecto a los límites del mundo en el tiempo y el espacio, se determinan a través de la categoría de cantidad.
    - Schopenhauer afirmó que esas Ideas no están relacionadas con esa categoría. La cantidad solo se ocupa de la inclusión mutua de la exclusión de conceptos entre sí (todos los A son x; algunos A son x; este A es x).

  - Kant dijo que la divisibilidad de la materia ocurría según la categoría de calidad. Pero la calidad es simplemente la afirmación o negación en un juicio. Schopenhauer escribió que la divisibilidad mecánica de la materia está asociada con la cantidad de materia, no con la calidad.
    - Todas las ideas cosmológicas deberían derivar de la forma hipotética del silogismo y, por tanto, del principio de razón suficiente. Kant afirmó que la divisibilidad de un todo en partes últimas se basaba en el principio de razón suficiente. Esto se debe a que se supone que las partes últimas son las condiciones del terreno y se supone que el todo es el consecuente. Sin embargo, Schopenhauer afirmó que la divisibilidad se basa en cambio en el principio de contradicción. Para él, las partes y el todo son en realidad uno. Si se piensa en las partes últimas, entonces también se piensa en el todo.

  - Según Schopenhauer, la cuarta antinomia es redundante. Es una repetición innecesaria de la tercera antinomia. Esta disposición se formó con el propósito de mantener la simetría arquitectónica de la tabla de categorías.
    - La tesis de la tercera antinomia afirma la existencia de la causalidad de la libertad. Esta es la misma causa principal del mundo.
    - La tesis de la cuarta antinomia afirma la existencia de un Ser absolutamente necesario que es la causa del mundo. Kant asoció esto con la modalidad porque a través de la primera causa, lo contingente se vuelve necesario.* Schopenhauer llama a toda la antinomia de la cosmología una mera lucha fingida. Dijo que Kant sólo pretendía que hay una antinomia necesaria en la razón.

  - En las cuatro antinomias, la prueba de la tesis es un sofisma.
  - La prueba de cada antítesis, sin embargo, es una conclusión inevitable de premisas que se derivan de las leyes absolutamente ciertas del mundo fenoménico.
- Las tesis son sofismas, según Schopenhauer.
  - Tesis de la Primera Antinomia Cosmológica:
    - Pretende discutir el comienzo del tiempo, pero en su lugar analiza el final o la finalización de una serie de tiempos.
    - Presupone arbitrariamente que el mundo está dado como un todo y por lo tanto es limitado.

  - Segunda Tesis de Antinomia Cosmológica:
    - Se comete petición de principio presuponiendo que un compuesto es una acumulación de partes simples.
    - Asume arbitrariamente que toda la materia es compuesta en lugar de un total infinitamente divisible.

  - Tesis de la Tercera Antinomia Cosmológica:
    - Kant apela a su principio de razón pura (la razón busca lo incondicionado en una serie) para sostener la causalidad a través de la libertad. Pero, según Schopenhauer, la razón busca la última, más reciente y suficiente causa. No busca la primera causa más remota.
    - Kant dijo que el concepto práctico de libertad se basa en la Idea trascendente de libertad, que es una causa incondicionada. Schopenhauer argumentó que el reconocimiento de la libertad proviene de la conciencia de que la esencia interior o cosa en sí es el libre albedrío.

  - Tesis de la Cuarta Antinomia Cosmológica:
    - La cuarta antinomia es una repetición redundante de la tercera antinomia. Todo condicionado no presupone una serie completa de condiciones que acabe con lo incondicionado. En cambio, todo condicionado presupone solo su condición más reciente.
- Como solución a la antinomia cosmológica, Kant afirmó:
  - Ambas partes asumieron que el mundo existe en sí mismo. Por lo tanto, ambos lados están equivocados en la primera y segunda antinomias.
  - Ambos lados asumieron que la razón asume una primera causa incondicionada de una serie de condiciones. Por tanto, ambos lados son correctos en la tercera y cuarta antinomias.
  - Schopenhauer no estuvo de acuerdo. Dijo que la solución era que las antítesis son correctas en las cuatro antinomias.

Kant afirmó que el Ideal Trascendental es una idea necesaria de la razón humana. Es la entidad más real, perfecta y poderosa.
- - Schopenhauer no estuvo de acuerdo. Dijo que su propia razón encontraba imposible esta idea. No pudo pensar en ningún objeto definido que corresponda a la descripción.
- Los tres objetos principales de la filosofía escolástica eran el alma, el mundo y Dios. Kant trató de mostrar cómo se tomaron de las tres posibles premisas principales de los silogismos.
  - El alma se derivó del juicio categórico (A es x) y el mundo se tomó del juicio hipotético (Si A es x, entonces B es y).
  - Para la simetría arquitectónica, Dios tuvo que derivarse del juicio disyuntivo restante (A es x o no-x).
    - Schopenhauer dijo que los filósofos antiguos no mencionaron esta derivación, por lo que no puede ser necesaria para toda la razón humana. Sus dioses eran limitados. Los dioses creadores de mundos simplemente dieron forma a la materia preexistente. La razón, según los filósofos antiguos, no obtuvo una idea de un Dios o Ideal perfecto del silogismo disyuntivo.
    - Kant afirmó que el conocimiento de cosas particulares resulta de un proceso continuo de limitación de conceptos generales o universales. Entonces, el concepto más universal habría contenido toda la realidad en sí mismo.
      - Según Schopenhauer, lo contrario es cierto. El conocimiento parte de lo particular y se extiende a lo general. Los conceptos generales resultan de la abstracción de los particulares, conservando solo su elemento común. El concepto más universal tendría así el contenido menos particular y sería el más vacío.
- Kant alegó que las tres ideas trascendentes son útiles como principios regulativos. Como tales, afirmó, ayudan en el avance del conocimiento de la naturaleza.
  - Schopenhauer afirmó que Kant estaba diametralmente equivocado. Las ideas de alma, mundo finito y Dios son obstáculos. Por ejemplo, la búsqueda de un alma pensante simple e inmaterial no sería científicamente útil.

#### Ética
- Kant afirmó que la virtud resulta de la razón práctica.
  - Schopenhauer afirmó que, por el contrario, la conducta virtuosa no tiene nada que ver con una vida racional y puede incluso oponerse a ella, como ocurre con la conveniencia racional maquiavélica.

##### Imperativo categórico
- Según Schopenhauer, el imperativo categórico de Kant:
  - Repite redundantemente el antiguo comando: "no le hagas a otro lo que no quieres que te hagan a ti".
  - Es egoísta porque su universalidad incluye a la persona que da y obedece la orden.
  - Es fría y muerta porque hay que seguirla sin amor, sentimiento o inclinación, sino simplemente por un sentido del deber.

#### Poder de juicio
- En la  Crítica de la razón pura , Kant afirmó que el entendimiento era la capacidad de juzgar. Se decía que las formas de los juicios eran la base de las categorías y de toda la filosofía. Pero en su Crítica del juicio, llamó a una habilidad nueva y diferente la facultad de juicio. Eso ahora resultó en cuatro facultades: sensación, comprensión, juicio y razón. El juicio se situaba entre el entendimiento y la razón, y contenía elementos de ambos.
- El interés de Kant por el concepto de idoneidad o conveniencia dio lugar a su investigación sobre el conocimiento de la belleza y el conocimiento de la finalidad natural.

##### Estética
- Como es habitual, partió de conceptos abstractos para conocer percepciones concretas. Kant partió del juicio abstracto del gusto para investigar el conocimiento de los bellos objetos de percepción.
- Kant no se preocupó por la belleza en sí. Su interés estaba en la cuestión de "cómo" una declaración o juicio subjetivo sobre la belleza podría ser universalmente válido, como si se tratara de una calidad real de un "objeto".

##### Teleología
- Kant afirmó que la afirmación subjetiva de que la naturaleza parece haber sido creada con un propósito premeditado no necesariamente tiene validez objetiva o verdad.
- Kant afirmó que la constitución deliberada y aparentemente intencionada de los cuerpos orgánicos no puede explicarse por causas meramente mecánicas. ("...es absurdo para el hombre incluso albergar cualquier pensamiento, que tal vez otro Newton pueda surgir algún día para hacernos inteligible incluso la génesis de una brizna de hierba a partir de leyes naturales que ningún diseño ha ordenado [es decir,, de principios mecánicos].") (Crítica del juicio, §75).
- Schopenhauer dijo que Kant no fue lo suficientemente lejos. Schopenhauer afirmó que una provincia de la naturaleza no puede explicarse a partir de leyes de ninguna otra provincia de la naturaleza. Enumeró ejemplos de provincias separadas de la naturaleza como la mecánica, la química, la electricidad, el magnetismo, la cristalización y la orgánica. Kant sólo había afirmado esto con respecto a lo orgánico y lo mecánico.

## Réplicas a Schopenhauer

### Paul Guyer
En The Cambridge Companion to Schopenhauer (1999), el filósofo Paul Guyer escribió un artículo titulado "Schopenhauer, Kant y los métodos de la filosofía". En él, comparó los métodos de los dos filósofos y, al hacerlo, discutió la Crítica de Schopenhauer.
Al explicar cómo se experimentan los objetos, Kant utilizó argumentos trascendentales. Trató de probar y explicar los principios fundamentales del conocimiento. Al hacerlo, comenzó por reflexionar conceptualmente indirectamente sobre las condiciones que existen en el sujeto observador que hacen posible los juicios verbales sobre la experiencia objetiva.
Por el contrario, el método de Schopenhauer consistía en comenzar por un examen directo de los objetos percibidos en la experiencia, no de los conceptos abstractos.

...la solución del enigma del mundo sólo es posible mediante la conexión adecuada de la experiencia exterior con la interior...
 Apéndice p. 428

Los principios fundamentales del conocimiento no pueden explicarse o probarse trascendentalmente, sólo pueden ser conocidos de forma inmediata y directa. Tales principios son, por ejemplo, la permanencia de la sustancia, la ley de causalidad y las relaciones interactivas mutuas entre todos los objetos en el espacio. Los conceptos abstractos, para Schopenhauer, no son el punto de partida del conocimiento. Se derivan de las percepciones, que son la fuente de todo conocimiento del mundo objetivo. El mundo se experimenta de dos maneras: (1.) representaciones mentales que involucran espacio, tiempo y causalidad; (2.) nuestra voluntad que se sabe que controla nuestro cuerpo.
Guyer afirmó que Schopenhauer planteó cuestiones importantes sobre la posibilidad de los argumentos y pruebas trascendentales de Kant. Sin embargo, aunque Schopenhauer se opuso al método de Kant, aceptó muchas de las conclusiones de Kant. Por ejemplo, se aceptó la descripción de Kant de la experiencia y su relación con el espacio, el tiempo y la causalidad. Además, la distinción entre relaciones lógicas y reales, así como la diferencia entre fenómenos y cosas en sí, desempeñó un papel importante en la filosofía de Schopenhauer.
En general, el artículo intenta mostrar cómo Schopenhauer malinterpretó a Kant como resultado de la disparidad entre sus métodos. Mientras Kant analizaba las condiciones conceptuales que dieron lugar a la realización de juicios verbales, Schopenhauer escudriñaba fenomenológicamente la experiencia intuitiva. En un caso, sin embargo, se afirma que Schopenhauer planteó una crítica muy importante: su objeción a la afirmación de Kant de que un evento particular puede ser conocido como sucesivo sólo si se conoce su causa particular. Por lo demás, casi todas las críticas de Schopenhauer se atribuyen a su forma opuesta de filosofar que comienza con el examen de percepciones en lugar de conceptos.

### Michael Kelly
Michael Kelly, en el prefacio de su libro de 1910 La ética de Kant y la crítica de Schopenhauer, afirmó: "De Kant se puede decir que lo que es bueno y verdadero en su filosofía habría quedado enterrado con él, si no fuera por Schopenhauer... "